# رايسبيرخن
رايسبيرخن هي قرية تابعة لِبلدية زونديرت في جنوب هولندا .
كان في هذه القرية ما يُعْرَف بـ (Aanmeldcentrum) واختصاراً بـ AC والتي تعني (مركز طلب اللجوء).
ظَلَّتْ قرية رايسبيرخن بلديةً مستقلةً حتى العام 1997 قبل أن تُضاف رسمياً إلى بلدية زونديرت.
يهيمن على أفق القرية الكنيسة الكاثوليكية الرومانية (كنيسة القديس بافو) ذات الطراز القوطي الجديد، والتي بُنِيَتْ في العام 1918 ميلادي، كبديل لكنيسة أصغر تعود إلى القرن الرابع عشر الميلادي.
تقعُ الكنيسةُ في وسط القرية، ويُحيطُ بها مبنى البلدية السابق، والذي تحوَّل إلى مُتحف. علاوة على ذلك، في ضاحية القرية، يُوجَد ما يُعرف بـ (Garden Center) تحت اسم "De Bosrand" وهو أشبه بسوق تطور من مفهوم مشتل البيع بالتجزئة، ولكن مع مجموعة واسعة من المنتجات الخارجية والمرافق في الموقع. وهو مكان مَحبوبٌ للغاية من قبل السكان المحليين.
تنتشر في الريف حول القرية أحد عشر مزارًا مخصصة كُلُّها لمريم العذراء. بُنِيَتْ جميعُها بعد الحرب العالمية الثانية إعراباً عن الشكر للبقاء على قيد الحياة بعد الحرب الضارية والتي لم تُوقِع بهم أضراراً جسيمةً نسبيًا.

## صور من القرية

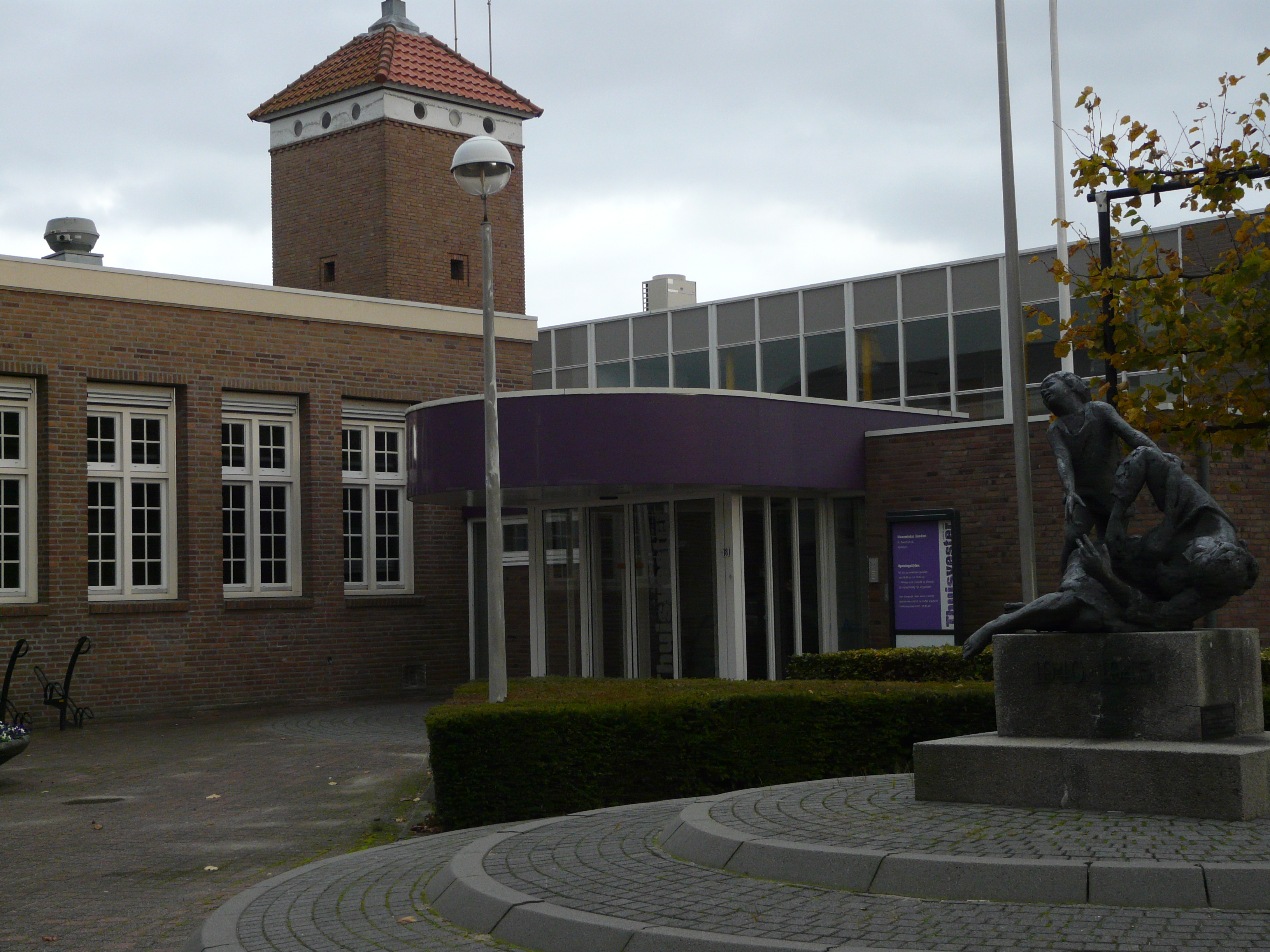
مبنى في القرية
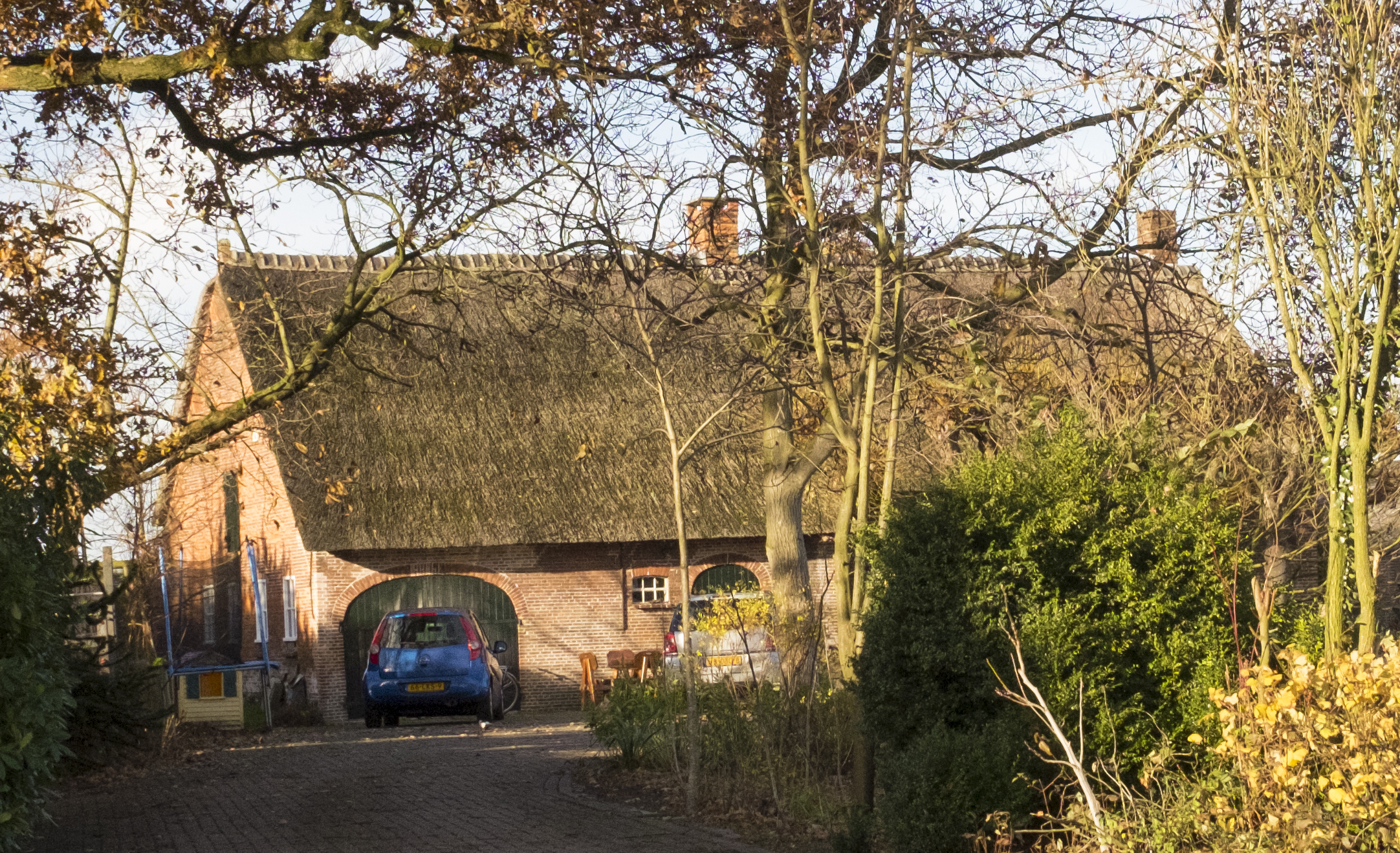
مزرعة في رايسبيرخن
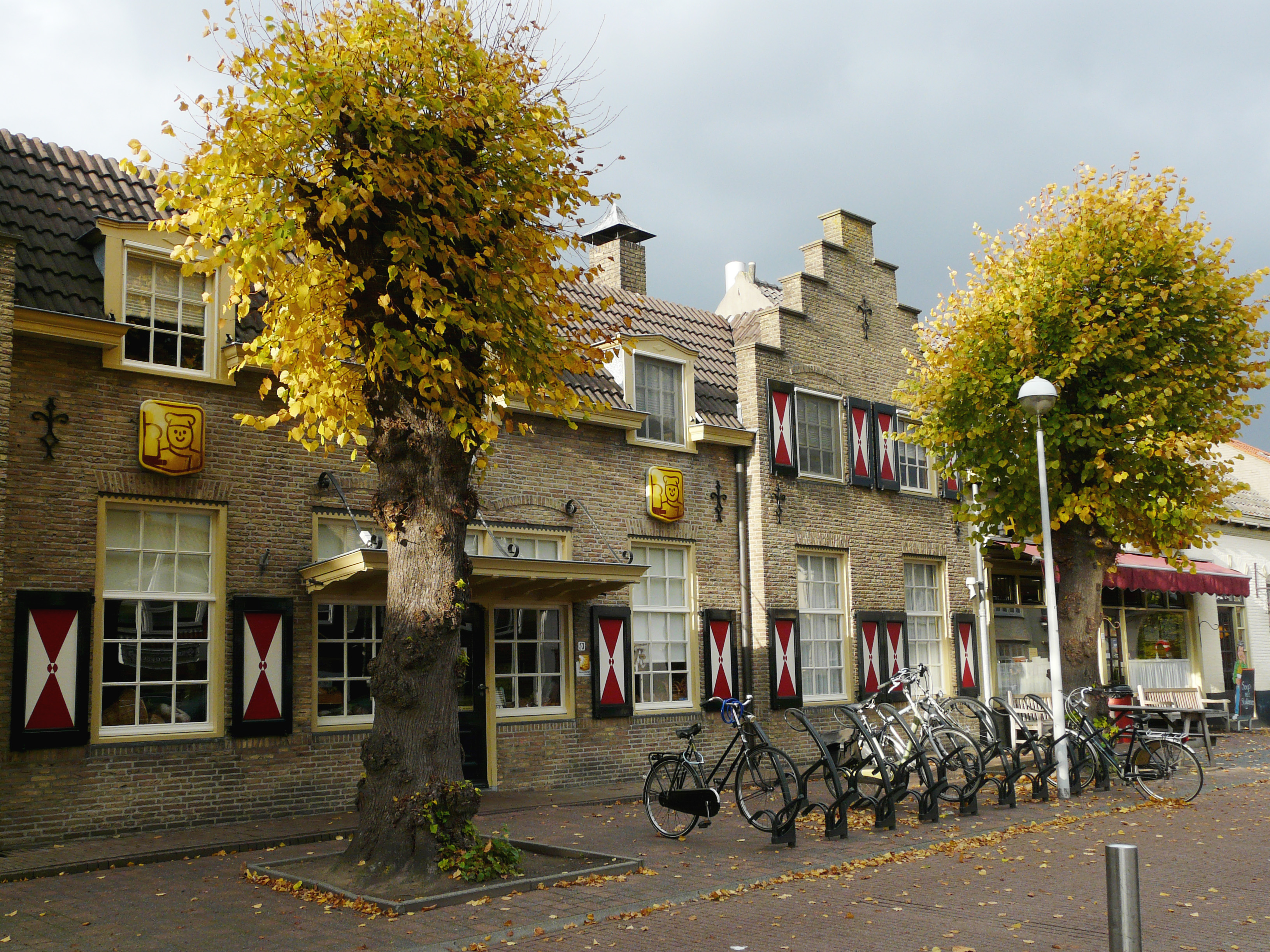
مخبز في القرية
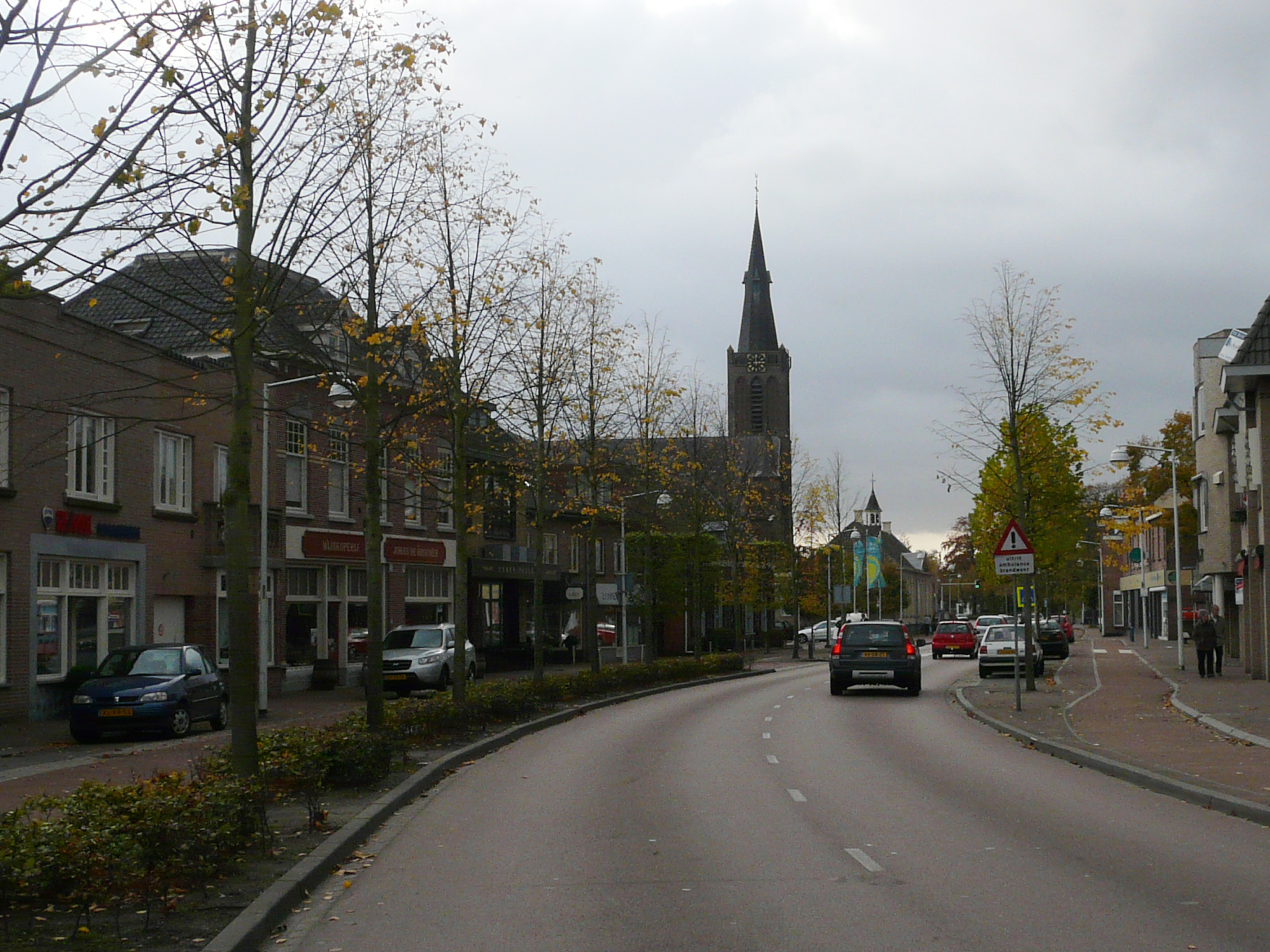
إطلالة على الشارع الرئيس